# Вигдорчик, Игорь Вениаминович
Игорь Вениаминович Вигдорчик (23 октября 1931, Симферополь — 31 декабря 2012) — советский и российский кинозвукорежиссёр. Заслуженный работник культуры РСФСР (1987).

## Биография
Родился 23 октября 1931 года в Симферополе.
В 1955 году окончил электротехнический факультет Ленинградского института киноинженеров.
Работал на Одесской киностудии, с 1957 года — звукорежиссёр киностудии «Ленфильм».
Автор книги «Технология монтажа кинофильмов» (1967).
Заслуженный работник культуры РСФСР (1987).

## Фильмография

### Звукорежиссёр
- 1973 — Плохой хороший человек
- 1975 — Единственная…
- 1976 — …И другие официальные лица
- 1977 — Ася
- 1977 — Золотая мина (телефильм)
- 1978 — Хористка (короткометражный)
- 1979 — Впервые замужем
- 1979 — Трое в лодке, не считая собаки (телефильм)
- 1980 — Мы смерти смотрели в лицо
- 1980 — Разжалованный (среднеметражный)
- 1980 — Соло (короткометражный)
- 1982 — Без видимых причин
- 1982 — Шурочка
- 1984 — Колье Шарлотты (телефильм)
- 1985 — Подсудимый
- 1986 — Как стать звездой (телефильм)
- 1987 — Вспомним, товарищ! (неигровой)
- 1987 — Джек Восьмёркин — «американец»
- 1988 — Вы чьё, старичьё?
- 1988 — Презумпция невиновности
- 1988 — Фридрих Эрмлер (документальный)
- 1989 — Бродячий автобус
- 1990 — Карибский конфликт (документальный)
- 1991 — Пьющие кровь
- 1992 — Белые ночи
- 1993 — Сумерки надежд
- 1993 — Тюремный романс
- 1993 — Человек в космосе (документальный)
- 1995 — Пионерка Мэри Пикфорд (совместно с С. Смирновым, С. Варцаном)
- 1996 — Театр ЧехонТВ. Картинки из недавнего прошлого (телеспектакль, среднеметражный)
- 1997 — Жесткое время (видео, среднеметражный)
- 1997 — Лана Петерс — дочь Сталина (документальный)
- 1997 — Улицы разбитых фонарей (телесериал, серия «Инферно»)

## Признание и награды
- 1993 — Конкурс профессиональных премий к/с «Ленфильм» и Ленинградского отделения СК (Премия им. И. Волка за лучшую работу звукооператора, фильм «Тюремный романс»)